# Gornja Kravarica
Gornja Kravarica (en serbe cyrillique : Горња Краварица) est un village de Serbie situé dans la municipalité de Lučani, district de Moravica. Au recensement de 2011, il comptait 367 habitants.

## Démographie
| 1948  | 1953 | 1961 | 1971 | 1981 | 1991 | 2002 | 2011 |
| ----- | ---- | ---- | ---- | ---- | ---- | ---- | ---- |
| 1 041 | 991  | 864  | 832  | 648  | 515  | 419  | 367  |

|  |